# Zmarli w listopadzie 1991
- 3 listopada
  - Roman Wilhelmi – polski aktor teatralny i filmowy

- 5 listopada
  - Fred MacMurray – amerykański aktor, nominowany do Złotego Globu

- 13 listopada
  - Henryk Borowski – polski aktor teatralny i filmowy
  - Rudolf Turek – czeski historyk i archeolog

- 24 listopada
  - Eric Carr – amerykański perkusista włoskiego pochodzenia przynależący do zespołu Kiss
  - Freddie Mercury – brytyjski wokalista przynależący do zespołu Queen
  - Władysław Pieńkowski – polski architekt

- 29 listopada
  - Ralph Bellamy – amerykański aktor, nagrodzony Oscarem Honorowym
  - Nasirdin Isanow – kirgiski polityk, pierwszy premier Kirgistanu